# パーハム
パーハム（英語: Parham）またはパーハムタウン（Parham Town）は、アンティグア・バーブーダのセント・ピーター教区に位置する都市。セント・ピーター教区および西に隣接するセント・ジョージ教区の行政中心地である。人口は1,491人（2001年）で、国内で8番目に多い。
カリブ海に面した港町で、沖合に大バード島が浮かぶ。国内で最初に建設された都市で、またイギリス領アンティグア・バーブーダの最初の首都であった。1840年に建設されたイギリス国教会のセント・ピーター教会がある。